# Uriel von Gemmingen

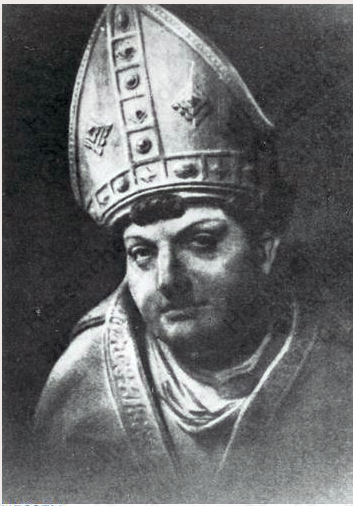
Erzbischof Uriel von Gemmingen

Uriel von Gemmingen (* 29. Juni 1468 in Michelfeld; † 9. Februar 1514 in Mainz) entstammte der Linie Gemmingen-Michelfeld des süddeutschen Adelsgeschlechts der Herren von Gemmingen. Von 1508 bis 1514 war er Erzbischof des Erzbistums Mainz. Damit stand er an der Spitze der größten deutschen Kirchenprovinz und war einer der sieben Kurfürsten; als Erzkanzler für Deutschland hatte er den höchsten Rang. Uriel von Gemmingen war ein Vertreter der innerkirchlichen Reform.

## Lebensweg bis 1508
Uriel von Gemmingen war eines von 21 Kindern des Hans von Gemmingen (1431–1487) zu Michelfeld, genannt Keckhans und seiner Gattin Brigitta von Neuenstein. Nur zehn der Kinder erreichten das Erwachsenenalter, ein 1460 geborener Bruder mit gleichem Namen starb kurz nach der Geburt. Den ersten Unterricht erhielt er in der Stiftsschule zu St. Peter in Wimpfen. Wie seine Brüder Georg und Erpho wurde Uriel Kanoniker in Speyer und Worms. Sein Bruder Georg förderte und unterstützte ihn. Die Schwester Els von Gemmingen (1466–1532) amtierte ab 1504 als Priorin des Magdalenenklosters in Speyer. Von ihr hat sich ein kostbares Antiphonale erhalten. Schon im Alter von fünfzehn Jahren lebte Uriel von Gemmingen als Anwärter auf ein frei werdendes Kanonikat unter dem Scholaster, dem Vorsteher der Domschule, im Mainzer Domstift, wo er 1483 eine Pfründe erhalten hatte. 1483 studierte Uriel an der Mainzer Universität. 1484 beurlaubte ihn das Mainzer Domkapitel für vier Jahre zum Studium an der Universität Paris und 1488 noch einmal für weitere zwei Jahre zum Studium an der Universität Padua, wo er den Doktor beider Rechte, des Römischen Rechts und des Kirchenrechts, erwarb.
Nach 1501 war Uriel Kustos am Wormser Dom und als solcher am Reichskammergericht als Beisitzer vereidigt, danach Amtmann in Mombach. 1505 verzichtete er auf seine Pfründe in Speyer, nachdem er in Mainz Domdekan geworden war. In diesem Amt unterstützte er den Dompropst in der Leitung des Gottesdienstes und bei der Vermögensverwaltung. Das Mainzer Domkapitel wählte Uriel von Gemmingen am 27. September 1508 – als Nachfolger des verstorbenen Jakob von Liebenstein – zum Erzbischof von Mainz. Die Belehnung mit den Regalien, den weltlichen Hoheitsrechten, erfolgte im April auf dem Reichstag zu Worms.

## Erzbischof von Mainz

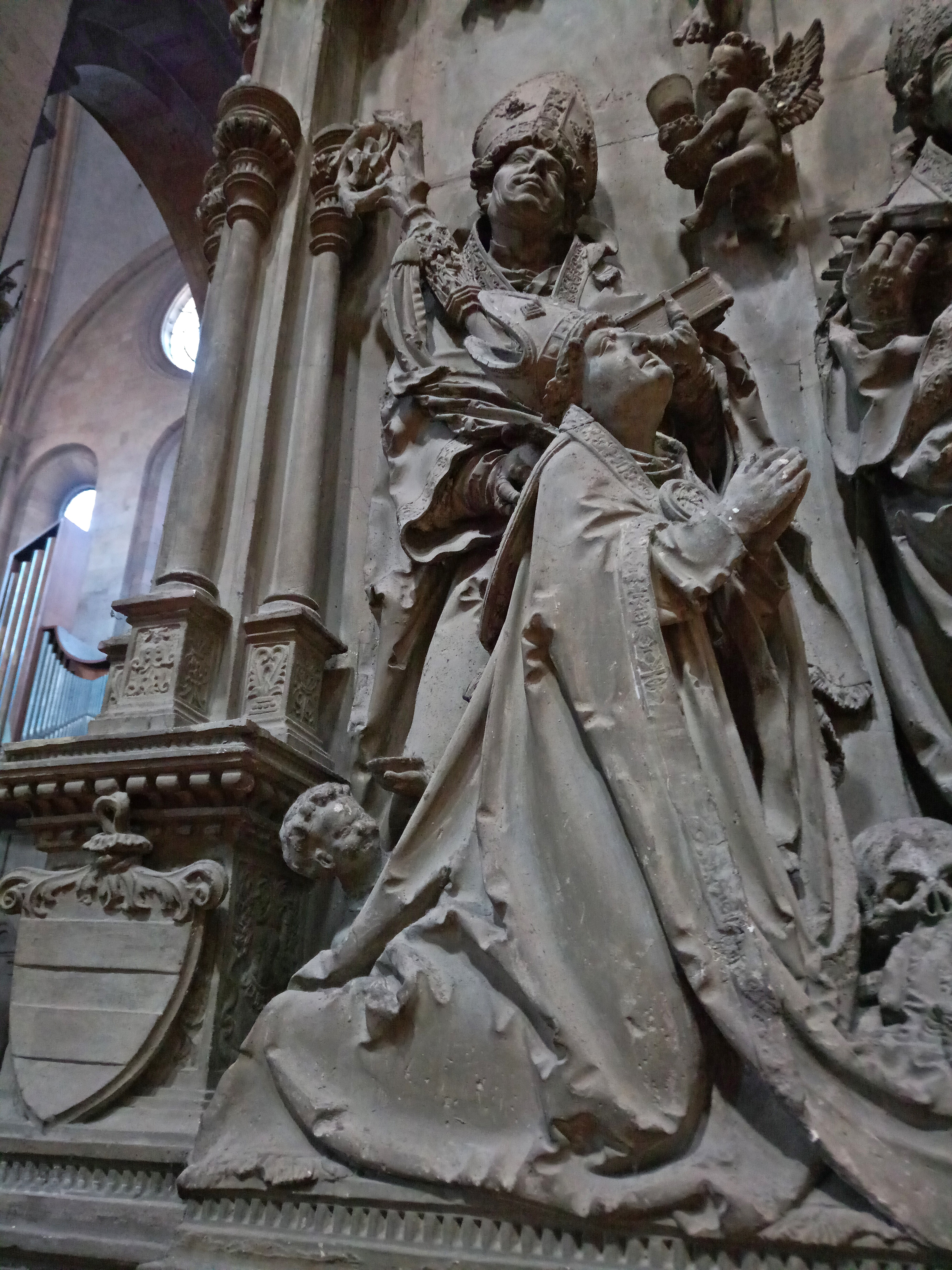
Uriel von Gemmingen auf seinem Grabmal

Uriel von Gemmingen stand nun an der Spitze der größten deutschen Kirchenprovinz, der Kirchenprovinz Mainz. Als Erzbischof des Erzbistums Mainz war er Erzkanzler für Deutschland und Reichsfürst, unter den Kurfürsten hatte er den höchsten Rang. Nur als Amtsträger der Kirche konnte das Mitglied einer niederadligen Familie diese Position erreichen. Die politischen Möglichkeiten Uriels entsprachen aber nicht seinem hohen Rang, denn seine erzbischöfliche Gewalt war in den der Wahl vorausgegangenen Verhandlungen mit dem Domkapitel stark eingeschränkt worden. In seiner Wahlkapitulation musste er Einschränkungen auf dem Gebiet der Finanzen, der Gerichtsbarkeit und der Territorial- und Bündnispolitik hinnehmen. Außerdem war Uriel in seiner Politik durch die langjährigen Auseinandersetzungen mit Kursachsen um die Stadt Erfurt belastet. Darüber hinaus wurde sein Schaffen noch erschwert durch die hohen Finanzverpflichtungen des Mainzer Stuhls. Eine gewisse reichspolitische Bedeutung erhielt der Erzbischof von Mainz als Direktor des Kurrheinischen Reichskreises ab 1512.
Wie sein 1511 verstorbener älterer Bruder Georg von Gemmingen, Dompropst und Archidiakon in Speyer, bemühte sich auch Uriel, die in der Kirche verbreiteten Missstände in seiner Diözese abzustellen. Er bekämpfte das Konkubinat, forderte von den Klerikern die Erfüllung ihrer geistlichen Pflichten und ein würdevolles Auftreten in der Öffentlichkeit. Um verfallende Klosterzucht wiederherzustellen, ordnete er Visitationen von Klöstern an. Seinen Generalvikar und die Kommissare forderte er auf, alle Priester vorzuladen und ihnen, falls erforderlich, in der richtigen Ausübung ihrer Amtshandlungen Unterricht erteilen zu lassen, im richtigen Spenden der Sakramente, im Verhängen angemessener Bußstrafen und auch in der richtigen Auslegung der Evangelien in der Predigt.
Schon im 10. Jahrhundert gehörte Aschaffenburg zum weltlichen Territorium des Erzbistums Mainz. Die Stadt entwickelte sich zu einem bedeutenden Verwaltungssitz und war häufig Aufenthaltsort der Erzbischöfe. Uriel von Gemmingen bestellte 1509 den Maler und Baumeister Mathias Grünewald zu seinem Hofmaler in Aschaffenburg. Grünewald leitete dort den Umbau der alten Burg. Er gehörte zum Hofstaat des Bischofs und erhielt aus diesem Grund einen erzbischöflichen Wappenbrief.
Ab 1510 war Uriel von Gemmingen als Mainzer Erzbischof mit dem sogenannten Judenbücherstreit befasst. Kaiser Maximilian I., der zunächst auf Drängen Johannes Pfefferkorns mit dem Mandat von Padua vom August 1509 verfügte, jüdische Bücher in Deutschland zu beschlagnahmen, übertrug nach den Protesten des Frankfurter Rates im Mandat von Roveredo vom November 1509 die „Oberaufsicht“ über die antijüdischen Maßnahmen an Uriel von Gemmingen. Pfefferkorn gelangen zwar im April 1510 Bücherkonfiskationen in Frankfurt, wegen der juristischen Streitigkeiten verhängte der Kaiser im Mai jedoch ein Moratorium und beauftragte am 6. Juni im Mandat von Füssen Uriel von Gemmingen, Gutachten von vier Universitäten und drei Gelehrten, unter ihnen Johannes Reuchlin, einzuholen. Nachdem Reuchlin sich in seinem Gutachten als einziger klar gegen die Beschlagnahmung und Verbrennung der jüdischen Schriften ausgesprochen hatte, geriet er in den Fokus des Streits und inquisitorischer Prozesse. Als 1513 die Verurteilung seiner Verteidigungsschrift Augenspiegel von 1511 drohte, intervenierte Uriel von Gemmingen, um den Streit gütlich aus der Welt zu schaffen. Reuchlin appellierte an Papst Leo X. Die immer schärfer werdende, und auch literarisch ausgetragene Fehde zwischen den Humanisten um Reuchlin auf der einen und Pfefferkorn mit den Dominikanern auf der anderen Seite dauerte beim Tod Uriels noch an. – Uriels Bruder Georg war mit dem Straßburger Humanisten Jakob Wimpfeling befreundet, und man kann davon ausgehen, dass auch das Lebensgefühl Uriels vom Humanismus geprägt war.

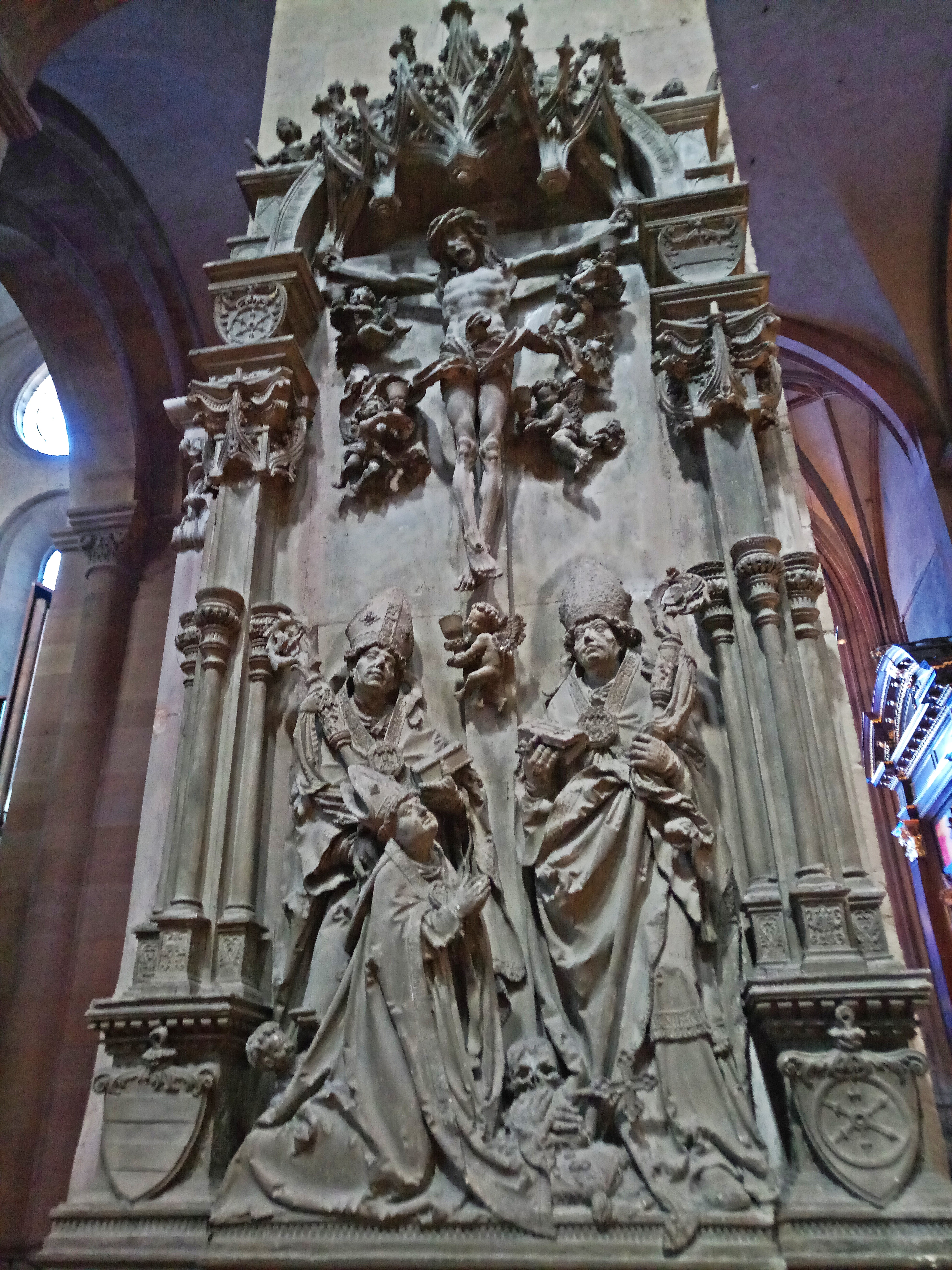
Epitaph im Mainzer Dom; Inschrift: Urieli de Gemmingen archiepiscopo Moguntino, principi electori, viro singulari vitae gravitate animique constantia praeclaro, qui posteaquam sedit annos IIII, menses IIII, dies XIII, aetatis suae anno XLV, a Christo nato MDXIIII V idus Februarii vitam cum pontificatu deponit.

Im Alter von nur 45 Jahren ist Uriel von Gemmingen am 9. Februar 1514 an den Folgen eines zwei Tage zuvor erlittenen Schlaganfalls gestorben. Am 12. Februar wurde er im Kreuzgang des Mainzer Doms beigesetzt. Sein Nachfolger – Erzbischof Albrecht von Brandenburg – ließ für ihn ein Grabdenkmal errichten, das heute noch im Mittelschiff des Doms am ersten nördlichen Pfeiler vor dem Stiftschor steht. Nach einem offensichtlich zeitgenössischen Eintrag in das Sakristeibuch des Mainzer Domkapitels scheint Uriel ein ernster, strenger, gewissenhaft seine Pflicht erfüllender Mann gewesen zu sein.
Uriels früher und plötzlicher Tod gab Anlass zu Spekulationen. Stocker berichtet in der Familienchronik der Freiherren von Gemmingen von einer „Thatsache, die von einem Manuskript als unzweifelhaft erzählt wird“: In Aschaffenburg habe Uriel seinen Kellermeister mit dessen Bandmesser im Zorn erschlagen, nachdem er ihn des Nachts beim Weindiebstahl überraschte. Von bitterer Reue ergriffen, sei er kurze Zeit später, begleitet von 150 Reitern nach Mainz aufgebrochen. Trotz des dichten Nebels sei er in der Nacht mit einem kleinen Boot allein über den Rhein gerudert und habe sich in die Martinsburg begeben, wo er erkrankt und wenige Tage später gestorben sei. Diese Geschichte scheint bei Weinliebhabern noch immer erzählenswert zu sein, wie einer Zeitschrift zu entnehmen ist. „Manche Schriftsteller meinen“, schreibt Stocker, dass Uriels Tod nur vorgetäuscht wurde und der erschlagene Kellermeister an seiner Stelle mit bischöflichen und fürstlichen Ehren und Pomp im Mainzer Dom beigesetzt wurde. Er selbst soll sich nach Italien begeben haben, in einem Kartäuserkloster noch viele Jahre gelebt und nach seinem Tode nur ein schlichtes Begräbnis erhalten haben. Stocker erwähnt aber auch eine in München aufbewahrte Urkunde vom 8. Mai 1514, in der der Vorsteher der erzbischöflichen Kanzlei in Mainz dem bayerischen Herzog Wilhelm mitteilt, dass der Erzbischof am 7. Mai einen Schlaganfall erlitten habe und dass man um sein Leben fürchte. 1724 wurde das Grab im Mainzer Dom geöffnet, wo man sterbliche Überreste mit bischöflichen Insignien wie Mitra und Stab fand.
Das außerordentlich bedeutsame und sehr qualitätvolle Grabmal im Mainzer Dom wurde einst Hans Backoffen oder Franz Maidburg zugeschrieben, stammt aber nach neuerer Forschung von einem bislang unbekannten Meister. Das Epitaph zeigt Uriel kniend zwischen den Bistumspatronen Martin von Tours und Bonifatius, die wiederum Fürbitte beim Gekreuzigten einlegen, dessen Blut von einem Engel in einem Kelch aufgefangen wird. Die Figuren, Kapitelle und Baldachine des 4,75 m hohen und 1,85 m breiten Epitaphs sind aus Eifeltuff, während die rahmenden Teile aus grauem Sandstein gefertigt sind. Der Denkmalcharakter steht im Vordergrund, da das tatsächliche Grab des Erzbischofs sich in der Memorie befindet.